# نعنای استرالیایی
نعنای استرالیایی (نام علمی: Mentha australis) نام یک گونه از سرده نعنا است.